# فرانشيسكو كاربينيتي
فرانشيسكو كاربينيتي (بالإيطالية: Francesco Carpenetti)‏ لاعب كرة قدم إيطالي في مركز الوسط (ولد يوم 4 أكتوبر عام 1942) لعب 10 موسم في دوري الدرجة الأولى الإيطالي تنقل خلالها من صفوف نادي روما إلى صفوف نادي فيورنتينا قبل أن يتقاعد صيف 1976 يتجه بعدها إلى تدريب الهواة.

## اقرأ أيضاً
- برونو كونتي
- فرانشيسكو توتي
- جوزيبي جانيني
- نادي روما